# Hagymási Kristóf
Hagymási Kristóf egyes forrásokban Hagymássy, Hagymásy illetve  Hagymás (1510(?) vagy 1517(?) – Marosvécs, 1577. március 6. vagy április 6. vagy március 4.) erdélyi politikus, hadvezér, fejedelmi tanácsos, Közép-Szolnok vármegye főispánja.

## Családja
Apja beregszói Hagymássy Miklós (fl. 1491– 1519) szörényi bán és erdélyi alvajda, földbirtokos anyja tóselymesi Tárczay Lucia (fl. 1552) volt. Az apai nagyapai dédszülei beregszói Hagymássy László (fl. 1420– 1444), temesvári ispán, földbirtokos és felsőlendvai Széchy Margit (fl. 1430–1440) voltak; Hagymássy Lászlóné Széchy Margit szülei felsőlendvai Széchy János (fl. 1383–1425) mester, földbirtokos és a stájerországi ősrégi főnemesi Stubenberg családnak a sarja, Stubenberg Borbála asszony voltak. Családi birtokuk Zalaszentgrót vára volt. Két fivére közül János Budán szolgált várnagyként.
A házasságait és gyermekeit illetően az egyes források eltérő adatokat közölnek:
Horn Ildikó szerint 1552 körül Lévai Zsigmond Bars megyei főispán Dorottya nevű lányát vette feleségül (de nem tudni, hogy ez első házassága volt-e), ezáltal rokonságba került a Kendiekkel. Miután felesége 1560 körül meghalt, Török János özvegyét, Balassa Menyhárt lányát, Balassa Borbálát vette el, így az ő gondnoksága alá került a Török-gyermekek hunyadi birtokai. Balassi Borbálától egy lánya született, majd az asszony 1563-ban a következő szülésnél meghalt. Ezután Hagymássi ismét megnősült, felesége Balassa(?) Fruzsina lett. 1575-ben ismét megözvegyült, ekkor Kerecsényi Juditot, Kerecsényi László gyulai főkapitány és somlyói Báthori Erzsébet lányát vette el.
Ezekkel az adatokkal ellentétben Nagy Iván egyetlen feleséget, Sanyiki Krisztinát említ. A Pallas nagy lexikona szerint „Neje némelyek szerint Sanyiki Krisztina, mások szerint Bátthory Erzsébet vala.” Sanyiki Krisztinát az irodalomtörténet is számon tartja, mint Hagymási feleségét, aki Balassi Bálint (egyik) szerelme volt.
Kőszeghy Péter szerint Sanyiki Krisztina az első felesége volt Hagymásinak, és az ő hozománya volt Makovica vára. Második felesége  Szklabonyai Balassi Fruzsina, harmadik felesége Kerecsényi Judit lett.
Nagy Iván szerint Sanyiki Krisztinától három gyermeke született: János, István és Margit, míg Horn Ildikó az általa közölt feleségekhez nem hozzárendelve szintén három gyermeket tüntet fel: Miklós, Anna és egy ismeretlen nevű lány.

## Élete
Apja halála után anyai rokonainál nevelkedett. Pályafutását Szapolyai János szolgálatában kezdte, és már az 1540-es évek elején Huszt várának kapitánya volt. János Zsigmond lemondatása után több más erdélyi főúrral együtt Izabella királyné visszatérését próbálta elősegíteni, ezért 1553-ban I. Ferdinánd hűtlenség miatt elkoboztatta zalai jószágait és anyai örökségét, Makovica várát.
1556-ban Izabella tanácsosává választotta; ezt a tisztségét 1578-ig töltötte be. 1558-tól máramarosi sókamara- és főispán, 1560-ban János Zsigmond nevében Csáky Mihály kancellárral béketárgyalásra utazott Bécsbe I. Ferdinánd királyhoz, de nem jártak sikerrel. (János Zsigmond feltételei a következők voltak: Ferdinánd adja neki feleségül Johanna nevű leányát; ha Ferdinánd örökösök nélkül maradna, akkor Magyarország trónja János Zsigmond utódaira szálljon, illetve Ferdinánd és János Zsigmond birodalma között a határ a Duna legyen.) 1564-ben újabb külpolitikai küldetést teljesített: ő volt a vezetője annak az erdélyi küldöttségnek, amely a császáriakkal közösen a fegyverszünet alatt történt határsértéseket vizsgálta. Szolgálatait János Zsigmond erdélyi birtokok adományozásával díjazta. 1566-ban országos főkapitány, azaz az erdélyi hadak  fővezére volt. 1567-től néhány évig a váradi főkapitányi tisztséget töltötte be. 1567-ben megkapta a Miksa császártól visszafoglalt Kővár várát a hozzá tartozó falvakkal együtt, valamint Tasnádot.
János Zsigmond végrendelete szerint ő volt a négy „testamentumos úr” azaz a végrendelet végrehajtóinak egyike (Csáky Mihály kancellár, Niezowsky Szaniszló és Bekes Gáspár kincstartó mellett). A fejedelem halála után a székelyek fejedelemnek választották volna Hagymásit, de annak nincs nyoma, hogy ő maga ezt akarta volna. Az utódlási harcban egy ideig Bekes Gáspár pártján állt, de utóbb Báthory Istvánhoz csatlakozott. Báthory trónra jutva Közép-Szolnok megye örökös főispánjává tette meg Hagymásit, továbbá neki adta Marosvécset, 1573-ban pedig Dés városát és Désaknát. A kerelőszentpáli csatában Hagymási már a fejedelem oldalán harcolt Bekes ellen, ami végképp Báthory javára fordította az erőviszonyokat; és egyike volt azoknak, akik ítéletet hoztak a lázadással vádolt Bekes ellen.
1575–1576-ban, amikor Báthory Istvánt lengyel királlyá választották, és Erdély kormányzására vajdát kellett állítania, Báthory Kristóf mellett állítólag Hagymási neve is felmerült lehetséges jelöltként. Erre azonban az egyedüli forrás Pesthy Ferenc, a szatmári és tiszántúli főkapitány megbízottja, és állítását sem más források, sem Hagymási magatartása, sem a Báthoriak hozzá való viszonyulása nem támasztják alá.
1577 tavaszán hunyt el marosvécsi várában. Gyulafehérváron temették el.

## Vallási tevékenysége
A hagyomány szerint váradi kapitányként ő volt az, aki a Szent László sírja feletti oltáron a négy evangélista szobrát megcsonkíttatta; ekkor még a református felekezethez tartozott. Amikor 1568 elején János Zsigmond kimutatta az unitárius vallás iránti hajlandóságát, hét tanácsosa, köztük Hagymási is az új hitre tértek. Hagymási Közép-Szolnok vármegyei főispánként támogatta Dávid Ferencet abban, hogy a Szilágyságban az unitárius vallást terjessze, 1568-ban pedig unitárius gimnáziumot létesített Désen a volt Ágoston-rendi kolostorban. Részt vett a hitvitákban is; udvari prédikátora egy ideig Bogáthi Fazekas Miklós volt. Dávid Ferenc és Jacobus Palaeologus neki, mint unitárius pártfogónak ajánlotta egy-egy művét.